# 丘和
丘和（552年—637年），本姓丘敦，鮮卑族，籍贯河南洛阳，后家徙岐州郿縣（今陝西省寶雞市眉縣），官至右武卫、左御卫将军。隋朝末年，为交趾郡太守。一度依附萧铣。归附唐朝后为交州大总管，封为谭国公，后升为左武侯大将军，出任稷州刺史。死后追赠荆州总管，谥襄公。儿子丘师利、丘行恭，孙子丘神勣。

## 家世
东汉时鲜卑部落首领拓跋邻（后被追谥为后魏献帝），将部落分为胡、周、长孙、奚、伊、丘、亥七族，让诸兄弟各自统领，其弟豆真折领丘敦氏，封临淮王，到孝文帝时，丘敦氏改为丘氏，豆真折之后丘堆，太武帝拓跋焘时封临淮公，子丘跋封淮陵侯，丘跋生子丘麟，封东海公，丘麟曾孙丘大干，生丘寿，魏镇东将军，封野王公，丘寿子丘和。

## 生平
丘和自少年时便擅长弓马，重气任侠。成年后与贵贱交游，都为相同态度。在北周时为开府仪同三司。入隋后，官至右武卫将军、资、梁二州刺史，封平城郡公。仁寿四年（604年），汉王杨谅在并州起兵造反，隋朝任命丘和为蒲州刺史。杨谅派士兵扮成女子装饰，混入城中，突袭夺城，丘和逃出城，被免职。丘和除名为民后，投靠权臣宇文述，又揭发友人武陵公元胄私议朝政之罪，复职为代州刺史。此后隋炀帝北巡经过代州，丘和献上精美饮食，而至朔州时，刺史杨廓却没有贡献，炀帝不悦，宇文述大力赞扬丘和忠君，炀帝于是迁丘和为博陵太守（炀帝北巡的下一站），令杨廓到博陵向丘和学习。炀帝到博陵后，丘和奉献的饮食益加丰美，炀帝更加赞赏他，由此各地纷纷效仿，竞相以华美奢侈为上。
丘和善于为官，很得下级官吏的欢心。不久改任天水太守。大业末年，由于南方僻远，百姓受到的剥削很重，经常反抗朝廷，隋朝中央想任命一个能干的太守去。丘和受黄门侍郎裴矩推荐，被选为交趾太守。他到任后，安抚当地豪强，甚得民心。
618年，隋炀帝杨广在江都被宇文化及所杀，南方的萧铣和林士弘都想招降丘和，被丘和拒绝。丘和在交趾郡，周围小国纷纷向他贡献财宝，财富可比王者。萧铣眼红他，就派钦州（今广西钦州）的宁长真渡海攻击丘和。丘和派司法书佐高士廉为行军司马，率交州和爱州的部族首领迎击宁长真。宁长真大败，只身逃脱，军队全部投降。郡中为丘和树碑颂德。不久，丘和从江都逃回的骁果军士卒得知隋朝已亡，就依附了萧铣，并前往江陵朝见萧铣。
武德四年（621年），萧铣兵败降唐，交趾也归附了唐朝。唐朝派遣李道裕授予丘和为上柱国、谭国公、交州总管。丘和派遣司马高士廉奉表请入朝觐见，唐朝让他的儿子丘师利去迎接。到长安后，唐高祖李渊见到他很高兴，将他迎入自己的卧室内交谈，并在宴会上奏《九部乐》，拜他为左武候大将军。丘和当时已年老，就任命他为稷州刺史，在武功县养老。
武德九年（626年），丘和除特进，贞观十一年（637年）卒，年八十六。赠荆州总管，谥曰襄，赐东园秘器，陪葬献陵。
丘和有子十五人，多至大官，其中丘行恭最知名。

## 子孙
- 子：丘师利，左监门卫大将军、冀州刺史、袭谭国公
- 子：丘行本，隋汉东令。
  - 孙：丘宝，
  - 孙：丘及，曾孙丘从心，生子丘摸、丘据、丘拱、丘抃、丘揆。
- 子：丘行恭，左右武候大将军、陕州刺史、天水襄公。
  - 孙：丘神智，
  - 孙：丘神勣，
  - 孙：丘神福，
  - 孙：丘神鼎，
- 子：丘孝恭，右金吾将军、益州大都督府长史、渭源县公。
- 子：丘行整，
- 子：丘行淹，工部侍郎、少府少监、沅陵平公。
  - 孙：丘贞明，
    - 曾孙：丘知几，
    - 曾孙：丘知庄，

  - 孙：丘贞泰，
- 子：丘孝忠，卫尉卿、广州都督、安南公。
  - 孙：丘承嗣，
    - 曾孙：丘文堂，孙丘涔（丘岑），封高平郡王

  - 孙：丘承业，兰州刺史
  - 孙：丘承福，

## 延伸阅读
[在维基数据编辑]
 《舊唐書·卷59》，出自刘昫《舊唐書》